# Sankt Georgen an der Stiefing
Sankt Georgen an der Stiefing, St. Georgen an der Stiefing – gmina targowa w Austrii, w kraju związkowym Styria, w powiecie Leibnitz. Według danych Austriackiego Urzędu Statystycznego liczyła 1051 mieszkańców (1 stycznia 2015).